# NGC 3242
NGC 3242 (również Duch Jowisza) – mgławica planetarna dziewiątej wielkości o średnicy kątowej podobnej do średnicy Jowisza, znajdująca się w konstelacji Hydry. Została odkryta 7 lutego 1785 roku przez Williama Herschela. Mgławica ta jest odległa o około 1400 lat świetlnych od Ziemi.
Mgławica ta bywa nazywana Duchem Jowisza, gdyż w obiektywie teleskopu przypomina właśnie planetę Jowisz. Astronomowie nie są pewni, co jest źródłem gazu widocznego jako czerwone, poboczne emisje.
W 15-centymetrowym teleskopie wygląda jak jasny mały dysk o lazurowej barwie, mniej więcej wielkości Jowisza. Przy dużych powiększeniach widać jego jasne centrum otoczone słabym halo.